# Sveti Petar (otok u Bugarskoj)
Sveti Petar (bug. остров св. Петър) je bugarski otok u Crnom moru, s površinom od 0.025 km2 i visinom od 9 m iznad razine mora. Poznat i kao Ptičji otok, nalazi se u Sozopolskom zaljevu, u blizini otoka Sv. Ivana i Sv. Kirika. Kako se sve do sredine 19. stoljeća ne spominje ni u jednom izvoru, pretpostavlja se da se odvojio od većeg otoka Sv. Ivana (koji je nekoliko stotina metara zapadnije) kao posljedica nekakvog prirodnog fenomena oko tog otoka. vrijeme. Arheolozi su otkrili ruševine kapele iz vremena bugarskog narodnog preporoda, kao i tragove drevne keramike. Dva mala otočića ili velike hridi postojala su i istočno od Svetog Petra, poznata pod imenima Miloš i Gata; posljednji put su ih opisali ruski ratni izvjestitelji 1820-ih i vjerojatno su potonuli sljedećih godina.

## Vanjske poveznice
|  | Zajednički poslužitelj ima još gradiva o temi Sveti Petar (otok u Bugarskoj) |